# Кері (Міссісіпі)
Кері (англ. Cary) — місто (англ. town) в США, в окрузі Шаркі штату Міссісіпі. Населення — 241 особа (2020).

## Географія
Кері розташоване за координатами 32°48′20″ пн. ш. 90°55′29″ зх. д. / 32.80556° пн. ш. 90.92472° зх. д. (32.805642, -90.924612).  За даними Бюро перепису населення США в 2010 році місто мало площу 1,83 км², уся площа — суходіл.

## Демографія
Згідно з переписом 2010 року, у місті мешкало 313 осіб у 115 домогосподарствах у складі 82 родин. Густота населення становила 171 особа/км².  Було 139 помешкань (76/км²).
Расовий склад населення:
| - 63,9 % — чорних або афроамериканців - 34,8 % — білих - 0,6 % — азіатів - 0,3 % — корінних американців |

До двох чи більше рас належало 0,3 %. Частка іспаномовних становила 0,0 % від усіх жителів.
За віковим діапазоном населення розподілялося таким чином: 27,2 % — особи молодші 18 років, 57,5 % — особи у віці 18—64 років, 15,3 % — особи у віці 65 років та старші. Медіана віку мешканця становила 41,3 року. На 100 осіб жіночої статі у місті припадало 87,4 чоловіків;  на 100 жінок у віці від 18 років та старших — 82,4 чоловіків також старших 18 років.
Середній дохід на одне домашнє господарство  становив 32 065 доларів США (медіана — 24 875), а середній дохід на одну сім'ю — 36 449 доларів (медіана — 40 167). За межею бідності перебувало 49,1 % осіб, у тому числі 73,2 % дітей у віці до 18 років та 49,0 % осіб у віці 65 років та старших.
Цивільне працевлаштоване населення становило 132 особи. Основні галузі зайнятості: роздрібна торгівля — 24,2 %, освіта, охорона здоров'я та соціальна допомога — 22,0 %, сільське господарство, лісництво, риболовля — 15,2 %, мистецтво, розваги та відпочинок — 9,8 %.